# Île Verte (Guyane)
Pour les articles homonymes, voir Île Verte.
L'île Verte  est une île de Guyane, appartenant administrativement à Kourou.

## Géographie
Elle est  située à 2 km de la côte, entre les rivières de Sinnamary et de Malmanoury.

## Histoire
Elle laisse son nom en 1903 à un roman de Raymond Villars, Les colons de l'Île verte : aventures de deux jeunes français en Guyane.